# Kouros de Sounion
Le kouros de Sounion est une statue grecque archaïque représentant un jeune homme nu ou kouros (en grec ancien : κοῦρος), sculpté en marbre de Naxos et datant d'environ -600. C’est l’un des premiers exemples de kouros, type de statues dédiées à des héros et destinées à des offrandes votives à des divinités. Découvert près du temple de Poséidon au cap Sounion, ce kouros a été retrouvé gravement endommagé et fortement altéré. Il a été restauré à sa hauteur initiale de 3,05 m, lui donnant une taille plus grande que nature. Il est conservé au musée national archéologique d'Athènes.
Les anciens Grecs ont été influencés par leurs voisins égyptiens pour la création des kouroï. L'influence égyptienne est particulièrement évidente dans la pose de la statue. Les sculpteurs de l'époque archaïque voulaient idéaliser la forme humaine, comme en témoigne la modélisation du kouros de Sounion. Les sculpteurs ont tenté, au cours du VIe siècle av. J.-C., de transmettre dans leurs œuvres un léger mouvement et davantage de naturel.

## État actuel
La statue a été retrouvée en 1906, enterrée près du temple de Poséidon au cap Sounion. Elle a été découverte dans une fosse parmi des fragments d'autres statues dédiées à Poséidon, probablement restées sur le site après la destruction du sanctuaire et de ses offrandes votives par les Perses, en -480.
Le kouros, exposé aux intempéries, a subi des dommages considérables. Le visage était fortement érodé et il manquait la majeure partie de la jambe gauche, ainsi que la jambe droite sous le genou. Le bras gauche en dessous de l'épaule et des parties du bras droit manquaient également.

## Style
La figure s'inscrit dans la pose classique de « ce style extrêmement uniforme de la sculpture grecque ancienne ». Le corps raide fait face à l'avant, les poings serrés sur les cuisses et les larges épaules contrastant avec la taille et les hanches étroites. Les épaules et les hanches sont stables. Bien que le pied gauche soit avancé, le poids de la figure est réparti de manière égale sur les deux pieds. Le corps et la tête sont alignés, créant un équilibre et une symétrie. Fixée sur un cou cylindrique, la tête est large et carrée. Le visage est plat et les lèvres se courbent en un sourire archaïque. Certains détails sont simplifiés : la figure a de grands lobes d’oreilles en volutes, de grands yeux en forme d’amandes et des proportions allongées. En regardant les côtés du visage, on peut voir que « la distance entre les joues et les tempes est disproportionnée ». Il reste des traces de coloration rouge dans les mèches de cheveux tressés. Le motif des cheveux crée une rangée de boucles en forme de coquille qui commencent sur le front et pendent dans le dos de la statue. Les cheveux sont attachés avec un double ruban en un nœud d'Héraclès.
La figure est modelée en des lignes de contour dures, en particulier sur les genoux et l’abdomen. Les muscles sont « rendus par des sillons, avec une intention décorative portée au point d'excès et de stylisation ». Le modèle du ligament inguinal, qui crée une forme de triangle dans le bas de l'abdomen, est fortement modelé. Les rainures sur l'abdomen suggèrent deux muscles abdominaux de plus que ce qui est anatomiquement correct.

## Idéalisation
Dans la Grèce ancienne, les personnages idéalisés étaient simultanément considérés comme beaux et représentant une moralité forte et une nature vertueuse. Les sculptures idéalisées étaient agréables à la fois pour les yeux des humains et pour les dieux, elles étaient donc utilisées comme offrandes. Le kouros de Sounion trouvé près du temple de Poséidon était probablement considéré comme une offrande votive de qualité, propre à attiser le plaisir du dieu. Le kouros est idéalisé parce que l’intention de l’artiste était « de véhiculer un idéal de la forme humaine mieux rendu par un certain nombre de motifs stylisés et formels que son apparence physique réelle ». Sculpté au début du VIe siècle av. J.-C., le kouros de Sounion est représentatif du virage naturaliste des sculpteurs archaïques : « Cet intérêt pour le motif et la symétrie est caractéristique de la sculpture archaïque, bien qu'il cède la place à une apparente tentative d'imiter les traits naturels du corps humain au cours du VIe siècle avant J.-C. ».
Les hommes grecs portaient la nudité comme costume lorsqu'ils aspiraient à être associés à l'idéal, à l'élite, à l'aristocratie ou à l'héroïsme. Les kouroi étaient des offrandes aux dieux, dédiées aux héros. Le kouros portait donc le costume de la nudité pour symboliser le sentiment héroïque, en un concept appelé nudité héroïque. Le kouros de Sounion était une offrande à Poséidon, affichant donc probablement la nudité héroïque.